# آن تاونسند، ماركيزة تاونسند
آن تاونسند، ماركيزة تاونسند ولدت حوالي 1752 – 29 مارس 1819،  سابقًا آن مونتغمري، وهي إحدى حاشية البلاط البريطاني. والزوجة الثانية لجورج تاونسند، المركيز الأول تاونسند، سابقًا فيسكونت تاونسند.